# Паниасид
Паниасид из Галикарнаса в Карии (др.-греч. Πανύασις; умер в 454 году до н. э., Галикарнас) — древнегреческий эпический поэт, автор героического эпоса о Геракле «Гераклея» и поэмы в элегических дистихах «Ионика» об истории ионийцев. Все его произведения утрачены. Был признан после смерти одним из главных поэтов архаического периода. Предположительно приходился дядей Геродоту. Был казнён Лигдамидом II после неудачного восстания против тирана.

## Публикации
- Joannes Pistotheus Tzschirner. Panyasidis Halicarnassei Heracleadis fragmenta. — Apud A. Schulz & Soc., 1842. — 84 p.
- Gottfried Kinkel[нем.]. Epicorum Graecorum fragmenta. — Leipzig: B. G. Teubner[нем.], 1877. — Vol. I. — P. 253.